# Оренбургская областная универсальная научная библиотека имени Н. К. Крупской
Оренбургская областная универсальная научная библиотека им. Н. К. Крупской - старейшая библиотека области. Её открытие состоялось 19 февраля 1888г. С образованием в 1934 г. Оренбургской области библиотека получила статус областной.
Является общедоступной научной библиотекой универсального профиля, информационным центром, имеющим современные коммуникационные средства, центральным хранилищем краеведческой, отечественной и иностранной литературы в Оренбургской области, универсальным областным центром МБА, областным депозитарием краеведческой литературы, координационным и методическим центром для библиотек Оренбургской области.

## История

### XIX век
История библиотеки началась задолго до ее открытия. Начиная с 1830 года попытки открыть в губернии публичную (общедоступную) библиотеку предпринимали оренбургские губернаторы: П.П. Сухтелен, В.А. Перовский, Н.А. Крыжановский, М.И. Астафьев, Н.А. Маслоковец.
Первая библиотека появилась в Оренбурге в 1853 г. Она была создана при канцелярии генерал-губернатора В.А. Перовского выдающимся русским востоковедом В.В. Григорьевым и предназначалась для чиновников канцелярии, которые нуждались в справочной литературе и периодических изданиях по краеведению и востоковедению.
Всего за 3 года – с 1853 по 1855 г. библиотека значительно выросла. В 1855 году в книжном фонде числилось 335 сочинений в 686 томах. Это были книги из личной библиотеки генерал-губернатора, а также приобретенные в Петербурге.  В 1856 году библиотека была официально  утверждена.
В 1867 году генерал-губернатор Н.А. Крыжановский поставил вопрос об обращении библиотеки в городскую публичную.  Однако, по разным причинам, только в 1882 году Оренбургская городская дума приняла постановление об учреждении общественной библиотеки и создала комиссию для разработки её устава. И, наконец, 19 февраля 1888 года по настоянию городского головы С.И. Назарова состоялось открытие городской общественной читальни, а в 1889 году – и публичной библиотеки с музеем.
Основой для ее создания  стали «Образцовая библиотека для учителей и народных училищ», предоставленная дирекцией народных училищ, библиотека Статического комитета и часть библиотеки Оренбургского отдела Императорского Русского Географического общества (в состав двух последних ранее вошли собрания библиотеки при канцелярии генерал – губернатора).
С каждым годом росло число посетителей, так в 1893 г. их было 5388 человек, в 1908 г. — 23973 читателя.  Пользование библиотекой было платным, но, несмотря на это, библиотека была общедоступной, что обеспечивалось льготами, которые предоставлялись определенным категориям специалистов и учащихся, лицами «бедного состояния». Размещалась библиотека в здании городской Думы (ныне Музей изобразительных искусств). Она была открыта для посетителей ежедневно: в будни с 9 до 14 и с 17 до 20 часов. В воскресные  дни, а также в праздники - с 11 до 15 часов.

### Библиотека в Советское время
Октябрьская революция 1917 г. в корне изменила библиотечную жизнь губернии и городской общественной библиотеки. В 1918 году был принят Декрет «Об охране библиотек и книгохранилищ РСФСР». Из национализированных книжных собраний ликвидированных учреждений и реквизированных частных коллекций при библиотечном отделении Губполитпросвета был создан библиотечный книжный склад-коллектор. Ценные книги отбирались для городской научной читальни, которая была открыта в 1919 году, и губернской центральной городской библиотеки, открытой в 1921 году на базе фондов педагогической библиотеки и части собраний библиотеки общества «Народное дело».
В 1925 году фонды первой Оренбургской общественной библиотеки в количестве 17481 экз. были переданы в губернскую центральную городскую библиотеку, в структуре которой работали:  абонемент, читальный зал, отдел иностранной литературы, детское отделение, передвижной фонд. В 1928 году в Центральной библиотеке были открыты абонемент и читальный зал. К этому времени в фонде числилось уже более 40 тысяч книг.
В январе 1935 года, вскоре после создания Оренбургской области (1934), библиотека была преобразована в областную. Это создало благоприятные условия для ее развития, во многом изменило характер ее деятельности. С этого времени библиотека начала получать обязательный платный экземпляр издаваемых в стране книг. Она стала главной библиотекой области. В феврале 1936 года областной библиотеке присвоено имя Н.К.Крупской.
Тридцатые годы стали временем становления  области как крупного народнохозяйственного региона. И уже тогда коллектив библиотеки прилагал все усилия, чтобы стать не только центром идейного воспитания и самообразования, но и подлинным помощником ученых, инженерно-технических работников, других специалистов в дальнейшем развитии науки, народного хозяйства, культуры.

### Библиотека в годы войны (1941-1945)
В годы Великой Отечественной войны библиотека, как вся страна, жила сложной, напряженной жизнью. Уже на четвертый день войны, когда началось оборудование госпиталей и библиотек в них, Чкаловская областная библиотека (в 1938 г. Оренбург был переименован в Чкалов) приняла большое участие в деле подготовки библиотечных кадров для госпиталей, обеспечении раненых книгами и газетами.
Кроме того, на сотрудниках библиотеки (в основном, женщинах) лежали и другие многочисленные обязанности: они ухаживали за ранеными, стирали белье для госпиталей, собирали для фронтовиков подарки, теплые вещи, участвовали в уборке урожая, очистке от снега железнодорожных путей, сборе металлолома, лесозаготовках. Можно только удивляться, как удалось в таких условиях сберечь много тысяч книг, уникальные издания. И то, что они сегодня стоят на полках библиотеки, заслуга тех, кто работал здесь в годы войны: Татьяны Ивановны Арининой – директора, заведующих отделами К.И. Бочаговой, А.Р. Гореловой, Л.А. Карташовой, Т.А. Киселевой, А.М. Соколовой, председателя месткома Е.Л. Жилиной, библиотекарей Р.Д. Киссарновой, Пикаловой, Романицкой, А. Степановой, А.Р. Володарской.

### Библиотека в 1950 – 1990-е гг.
Первые послевоенные годы отмечены ростом книжного фонда,  читателей и книговыдачи, происходит становление библиотеки как методического центра. В 1955 году было организовано книгохранилище с фондом 300 тысяч экземпляров.
В 1959 году было  принято постановление ЦК КПСС «О состоянии и мерах улучшения библиотечного дела в  стране». С этого периода нача¬лось становление библиотеки как ведущего библиотечного учреждения региона, в которое много сил вложили Г.В. Кучапина – заслуженный работник культуры, директор библиотеки с 1961 по 1986 гг., заместители директора В.А. Долганова, Л.В. Костюкова, заведующие отделами В.В. Ронжес, А.Ф. Татаржинская.
Созданные специализированные отделы (патентно-технический, обслуживания работников сельского хозяйства, МБА, отдел искусств, сектор информации по культуре и искусству) привлекли в число читателей широкий круг специалистов и научных работников. К началу 80-х годов библиотека ежегодно обслуживала свыше 30 тысяч читателей и выдавала до одного миллиона экземпляров литературы.

### Библиотека сегодня
Сегодня библиотека стала центром культурной жизни Оренбурга. Многочисленные публичные мероприятия, проводимые библиотекой: книжные и художественные выставки, литературные и творческие вечера, научно-практические конференции, концерты, круглые столы, краеведческие и библиотечные чтения, конкурсы, обучающие семинары, занятия лекториев по изобразительному искусству и музыке, пользуются большой популярностью у жителей Оренбурга. 

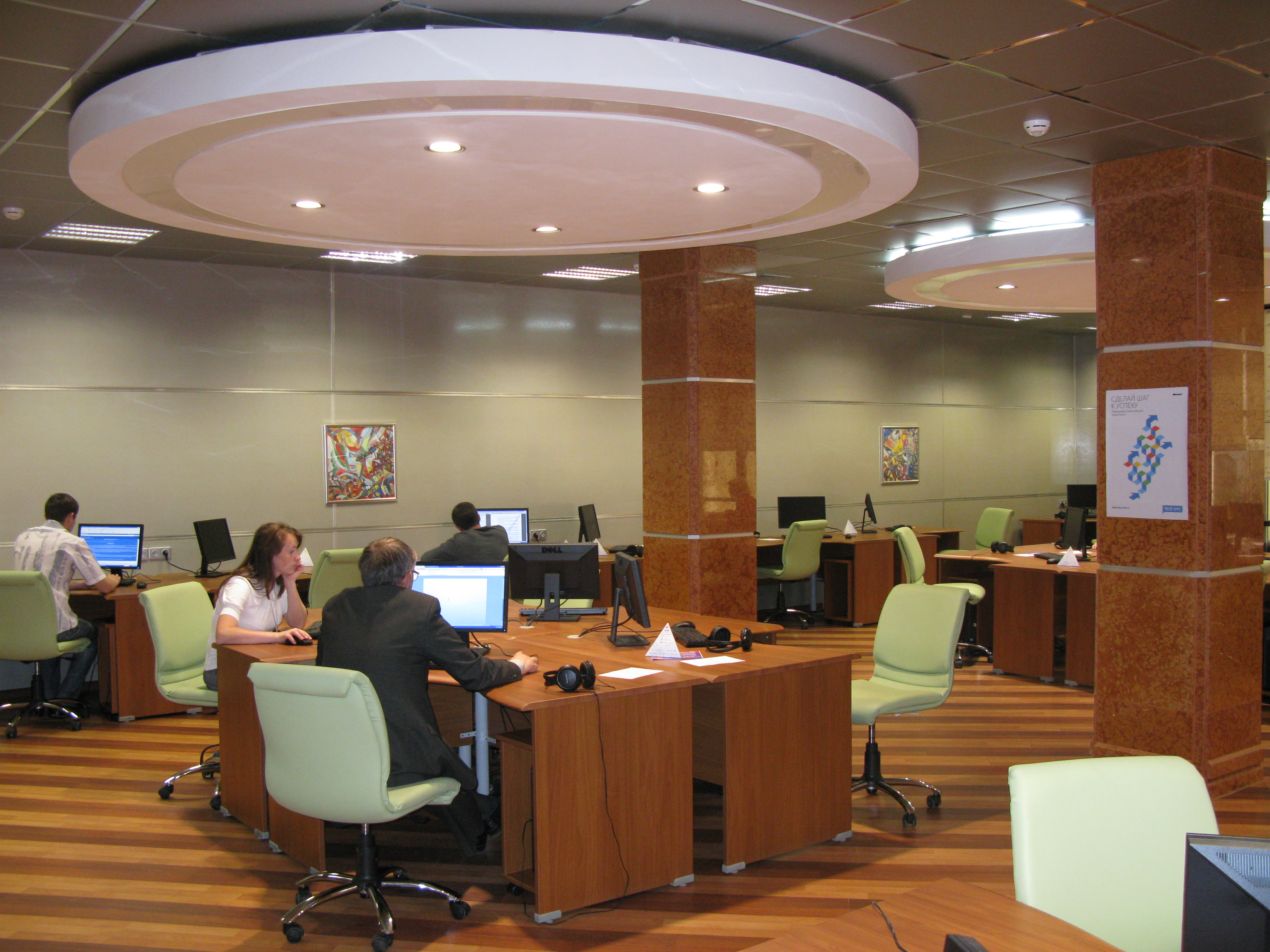
Электронный читальный зал ООУНБ им. Н.К.Крупской

6 мая 2010 года состоялось открытие нового библиотечного комплекса. Созданный с максимальным учетом современных технологий и оснащенный новейшим оборудованием, он  предоставит широкие возможности в получении доступа жителей Оренбурга и области  к различным информационным ресурсам.
В 2014 году  был открыт отдел сектор литературного краеведения, в  состав которого вошел Пушкинский зал. Создается многоязычная коллекция повести А. С. Пушкина «Капитанская дочка», которая   насчитывает 180 экземпляров книг на 29-ти языках народов мира.
В электронном читальном зале библиотеки предоставляется доступ к удаленным электронным информационным ресурсам: правовым базам, базам периодических изданий, полнотекстовым Интернет-библиотекам научного, образовательного и справочного содержания.

## Фонд
Документальный фонд библиотеки составляет около 2,5 млн. экземпляров, в т. ч. 1000 названий периодических изданий. С первых лет основания библиотеки ведет свою историю фонд литературы на иностранных языках. Сейчас в этом фонде 32 тыс. изданий по многим отраслям знания на  140 иностранных языках.
Библиотека располагает уникальным фондом краеведческой литературы, фундаментальными изданиями по истории, экономике, культуре и этнографии народов, проживающих на территории области. Это труды исследователей края В.Н. Витевского, И.Н. Захарьина, Р.Г. Игнатьева, А.И. Левшина И.И., Лепехина, И.И. Неплюева, В.Н. Татищева, Э.А. Эверсмана.  Ценными источниками сведений о крае являются «Памятные книжки по Оренбургской губернии», «Труды Оренбургской ученой архивной комиссии» в 35 выпусках, «Известия Оренбургского отдела русского императорского географического общества», «Оренбургские епархиальные ведомости» и др.  На краеведческий фонд создан обширный справочный аппарат. С 1953 года ведется сводный краеведческий каталог, который позволяет выполнять  справки по любой теме краеведческого характера и дает информацию о  месте хранения документов. С 2001 года ведутся ЭБД «Электронный краеведческий каталог» и «Местные издания». 

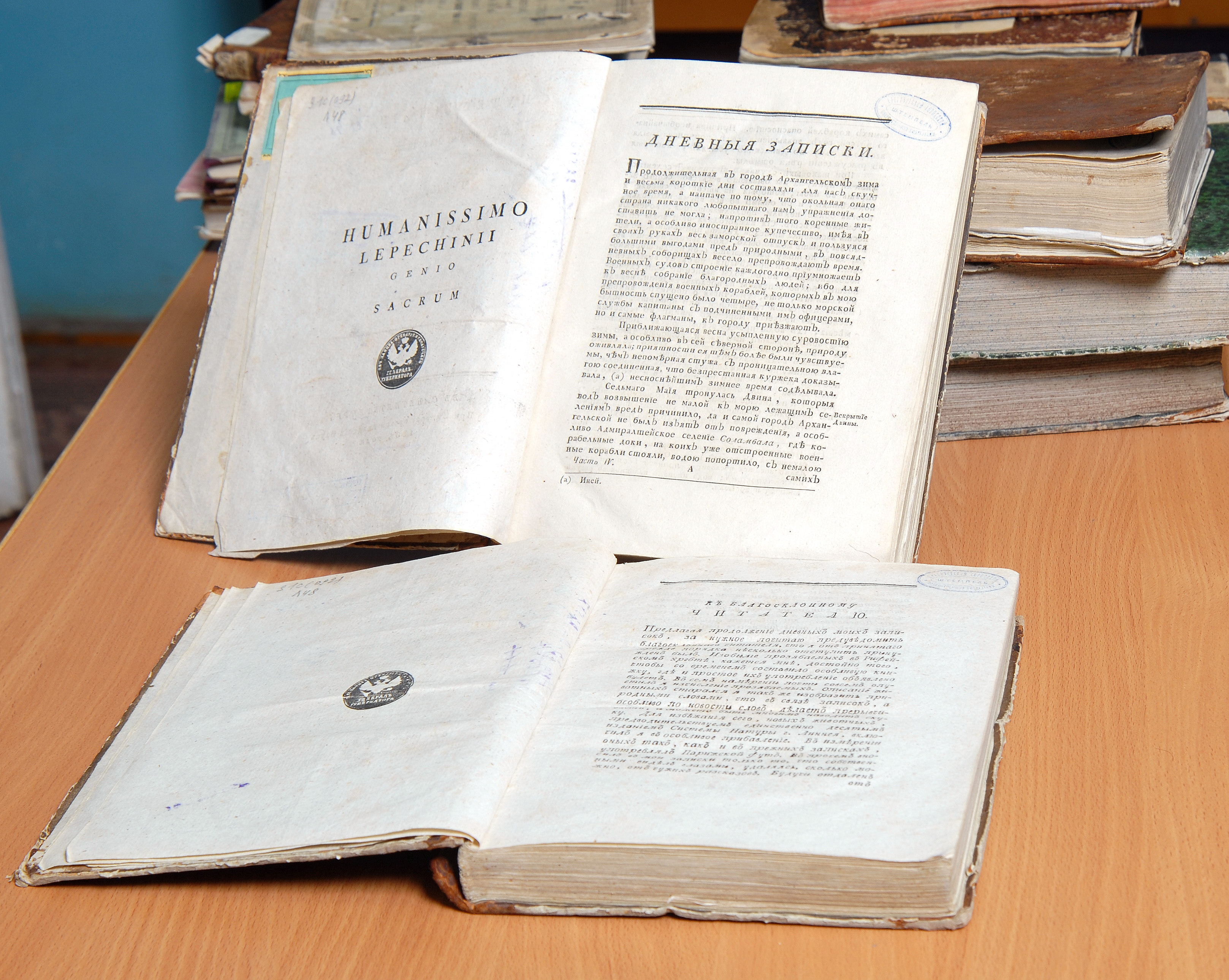
Книги из библиотеки генерал-губернатора В.А.Перовского

Особую гордость библиотеки, историческую, культурную и научную ценность имеет собрание сектора редких изданий. Начало изучения фонда редких изданий относится к 1942 году. Известный литературовед, библиограф, сотрудник государственной книжной палаты Б.Д. Удинцев, находясь в эвакуации в Оренбурге и работая в областной библиотеке, составил «Библиографическое описание редких книг XVIII-XIX в.в.». Это описание включало 138 названий документов.
В 1976 году при отделе основного книгохранения организован сектор редкой книги. В его основу легли прижизненные издания, коллекции из дореволюционных библиотек города Оренбурга, личных библиотек. Объем фонда составляет более 22 000 редких изданий (книги, журналы, альбомы, атласы, ноты, карты) на русском, французском и немецком языках, из них 4685 экз. – журналы дореволюционные и первых лет Советской власти (142 названия).
Общие хронологические границы изданий – от 1-й половины XVIII века до 2009 года. Все книги объединены в коллекции – рукописные, запрещенные цензурой, изданные в годы революции и Великой Отечественной войны, миниатюрные, собрания из фондов дореволюционных библиотек Оренбурга и лучшие образцы современного полиграфического искусства.
Жемчужинами фонда являются рукописные книги: «Уложение царя Алексея Михайловича 1649», «Исторические сведения о Строгоновых (1-я половина XIX века)», «Обозрение происшествий в Молдовии и Валахии в течение 1821 года и со прикосновенных оных обстоятельств», «Служебник».

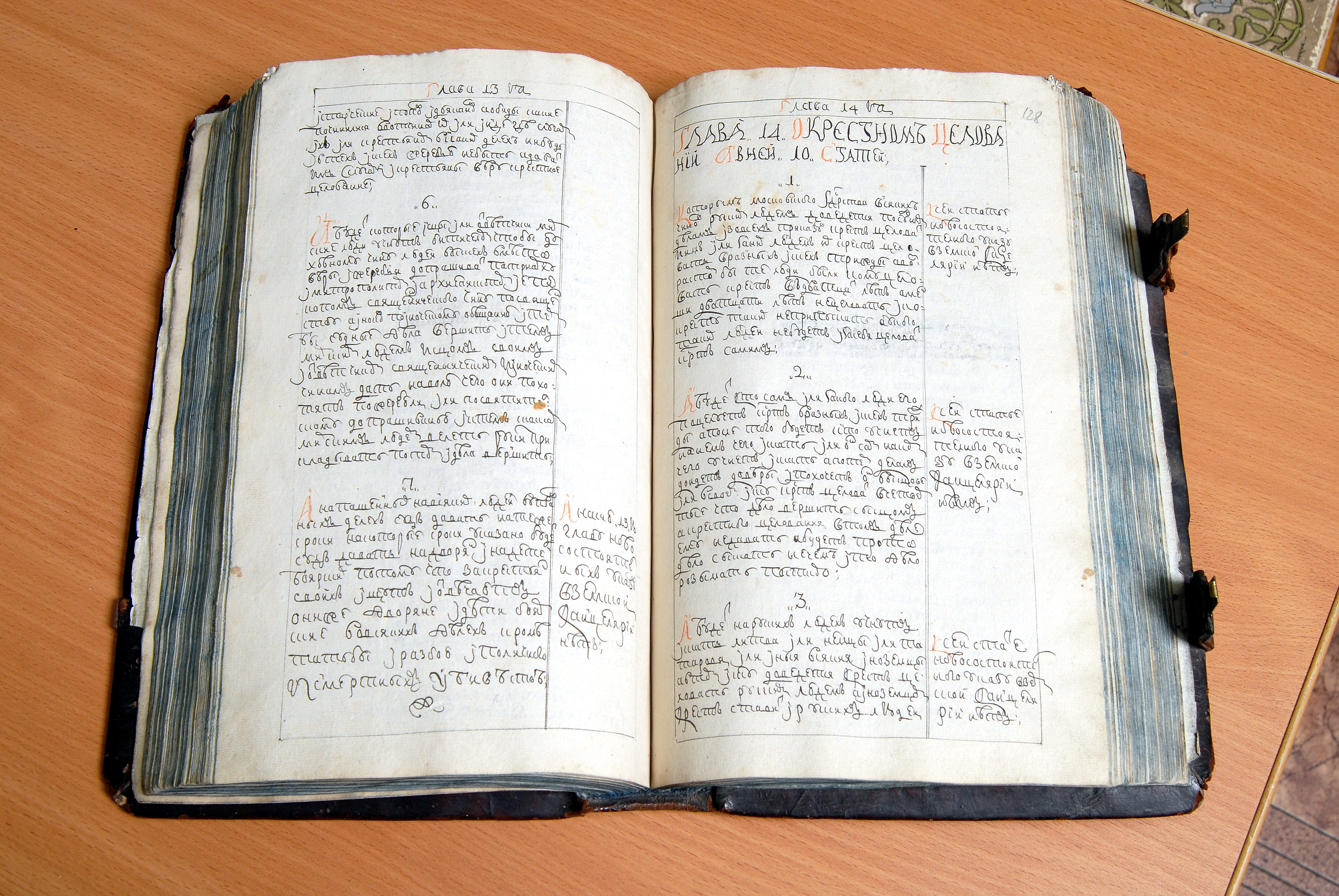
Рукописная книга "Уложение царя Алексея Михайловича", 1649 г.

В библиотеке хранятся: первая публикация «Топографии Оренбургской губернии» П. Рычкова в журнале «Ежемесячные сочинения к пользе и увеселению служащих», «Дневные записи путешествия доктора Академии наук адъютанта Ивана Лепехина по разным провинциям Российского государства», «Путешествие по разным провинциям Российской Империи» П. Палласа, «Описание всех обитающих в Российском государстве народов и их житейских обрядов» Георгия Иоганна-Готлиба.
В состав фонда редких изданий включены также книги с дарственными  надписями,  коллекция книг с автографами выдающихся ученых, писателей, общественных деятелей: путешественника Н. Пржевальского, поэта В. Брюсова, государственного деятеля В. Поляничко, писательницы Д. Рубиной, генерала дважды Героя Советского Союза А. Родимцева, историка, профессора П.Е. Матвиевского.  французского писателя М. Дрюона, лауреата Нобелевской премии Гюнтера Грасса и многих других. 
Одним из интереснейших собраний является коллекция полиграфических редкостей. Она включает в себя книги-миниатюры (750 изданий форматом не более 10 см х 10 см). Самые маленькие книги в коллекции: «Избранные сочинения» Г. Р.  Державина и А. С. Пушкина  (2008,  2 см х 1,5см). Другой частью коллекции являются факсимильные издания, среди которых – уникальное «Остромирово Евангелие, 1056–1057», «Житие Кирилла и Мефодия» и др.
Гордостью библиотеки являются прижизненные издания А. Пушкина, А. Дельвига, П. Рычкова, В. Даля, Ч. Лепехина, П. Палласа, Н. Карамзина, И. Крылова, С. Есенина, А. Ахматовой и А. Погорельского, А. Доде, Ги де Мопассана, М. Дрюона, Ж. Санд, Э. Золя,  Г. Флобера и др.
Среди редких книг на иностранных языках – французский перевод поэмы Фирдоуси «Шах - намэ» в трех томах (1838–1843 гг.),   издания Хайльда «Географическое описание  Китайской империи» (1735), Г. Мейендорфа «Путешествие из  Оренбурга в  Бухару» (Париж, 1826), А. Купфера «Путешествие на Урал» (Париж, 1833).
Многочисленные владельческие печати и штампы на редких книгах   свидетельствуют о том, что ранее они принадлежали  книжным собраниям различных библиотек, обществ и частных лиц. Это издания  дореволюционных  оренбургских библиотек:  Второго  кадетского корпуса,  Оренбургского Неплюевского кадетского корпуса, Оренбургской духовной семинарии, Оренбургской ученой архивной комиссии, Оренбургского отделения русского географического общества, Епархиального училища,  канцелярии Оренбургского и Самарского генерал-губернатора,  Николаевского института благородных девиц, Статистического комитета и  др.
Еще одна жемчужина фонда – коллекция карт и атласов, изданных как самостоятельно, так и в виде приложений. Среди наиболее ценных – две работы оренбургского офицера М.И. Иванина: «Хива и река Аму-Дарья с картами и рисунками» (СПб., 1873. 64 с.) и  «Атлас Азиатской России» (1914).